# میزولاستین
میزولاستین (انگلیسی: Mizolastine) نوعی داروی آنتی هیستامین بدون اثر آرامبخشی است که به صورت یک بار در روز تجویز می‌شود. این دارو گیرنده H1 را مسدود می‌کند و دارای اثرگذاری نسبتاً سریع است. این دارو رهاسازی هیستامین از ماست سل‌ها را مهار نمی‌کند و تنها جلوی اتصال آن به گیرنده را می‌گیرد. عوارض جانبی آن شامل خشکی دهان و گلو هستند.